# Aleta Ogord
Aleta Ogord, conosciuta come Falco Stellare, è un personaggio dei fumetti, creato da Steve Gerber (testi) e Sal Buscema (disegni), pubblicato dalla Marvel Comics. La sua prima apparizione avviene in The Defenders (prima serie) n. 29 (novembre 1975).
Le sue avventure, da sola o assieme ai Guardiani della Galassia si svolgono prevalentemente nel futuro alternativo di Terra-691.

## Biografia del personaggio
Aleta Ogord appartiene alla razza aliena degli Arcturiani, e fu allevata per essere aggressiva e risentì dell'influenza del fratello adottivo Stakar, che assunse l'identità di Starhawk. Quando fu fisicamente unita a Stakar, così che solo uno di loro poteva esistere fisicamente nello stesso tempo, spese molto tempo in stato comatoso in una sorta di limbo. Visse passivamente, ma allo stesso tempo si innamorò del fratello. Il dio aquila permise ai due di separarsi per un po' di tempo e Aleta partorì tre bambini: Tara, Sita e John.
Ogord, il padre di Aleta, voleva vendicarsi di Stakar per averlo abbandonato, così rapì i suoi nipoti e li trasformò in vampiri. I bambini alla fine furono uccisi, ma Aleta diede la colpa a Stakar, accusandolo di non essere stato capace di prevenire la tragedia.
Alla fine Aleta e Starhawk furono separati, e lei iniziò una relazione con Vance Astro finché uno Starhawk in fin di vita non la riassorbì dentro di sé per salvarsi la vita. Per un po' i due esistettero solamente nella forma scura di Stakar, ma alla fine Aleta prese il sopravvento e rimandò il fratello nel passato, assumendo essa stessa il nome di Starhawk. Stakar tornò successivamente durante una visita a una realtà alternativa, dove lei rinunciò al titolo di Starkhawk per eliminare l'influenza che su di lei aveva il fratello, che l'aveva resa fredda e priva di sentimenti. Sebbene fosse ancora innamorata di Vance e intenzionata a sposarlo, non si conosce l'esito della loro relazione.
Aleta, sotto forma di Starhawk, appare brevemente nella nuova incarnazione dei Guardiani della Galassia, durante il crossover War of Kings.

## Poteri e abilità
Aleta può trasformare fotoni in costrutti di luce solida. È in grado di volare su un disco di luce solida che comanda mentalmente. Successivamente ha imparato a creare e manipolare costruzioni sempre più complicate (muovendo e cambiando dimensioni). Aleta è in grado di alzare oggetti pesanti fino a 50 tonnellate, oltre ad aumentare la propria resistenza e agilità (tratto tipico degli Arcturiani). Quando divenne Starhawk ottenne la possibilità di volare quasi alla velocità della luce, di sopravvivere al vuoto dello spazio, controllare varie fonti di energia e di emetterle sotto forma di onde concussive e di creare scudi protettivi. Inoltre possedeva una limitata capacità di precognizione. Infine Aleta è capace di oltrepassare gli oggetti solidi adattando le proprie molecole a quelle delle cose che intende attraversare.

## Altri media
- Aleta Ogord appare nel film del Marvel Cinematic Universe Guardiani della Galassia Vol. 2, interpretata da Michelle Yeoh.[2]